# Lusignan Karola ciprusi királyi hercegnő
Lusignan Karola (Ciprus, 1468. április – Padova, 1480. július 24.) vagy más néven Lusignan Sarolta, görögül: Καρλόττα της Κύπρου, franciául:  Charla (Charlotte) de Lusignan, olaszul: Carla (Carlotta) di Cipro, latinul: Carola de Leziniaco, örményül: Շառլոթ Լուսինյան, 1473-tól ciprusi királyi hercegnő és trónörökös, III. (Utószülött) Jakab ciprusi király nővére és I. Sarolta ciprusi királynő unokahúga.

## Élete
Édesapja II. Jakab ciprusi, címzetes jeruzsálemi és örmény király volt. Édesanyja apja egyik ciprusi ágyasa N. de Flatre/Flètre úrnő. Anyja még három gyermeket, két fiút és egy lányt – aki Sarolta (1453/55–1468) lefkarai úrnő volt – szült Jakab királynak, de csak a feleségétől, Cornaro Katalintól született öccse, III. (Utószülött) Jakab volt II. Jakab egyetlen törvényes gyermeke. Karola 1473-ban került a figyelem középpontjába, amikor a nagynénje, I. Sarolta ciprusi királynő, akit Karola apja űzött el az 1460-tól 1464-ig tartó ciprusi polgárháború végeredményeként, örökbe fogadta Aragóniai Alfonzot, I. Ferdinánd nápolyi király egyik természetes fiát, Beatrix magyar királyné öccsét. És azért, hogy a Lusignan-dinasztia folytonosságát biztosítsák, Alfonzot 1473. áprilisában Nápolyban eljegyezték Karolával. A házasságból azonban nem lett semmi, mert I. Sarolta királynő ellenfelei meggátolták, hogy a kis Karola eljusson nagynénjéhez és jegyeséhez. Karola egy páduai börtönben halt meg 1480. július 24-én, éppen abban az életkorban, 12 évesen, amikor már ténylegesen házasságra léphetett volna kijelölt jegyesével. Karola Padovában nyugszik.